# کاترینا ورتووا
کاترینا ورتووا (ایتالیایی: Caterina Vertova؛ زادهٔ ۱۹ ژوئیهٔ ۱۹۶۰) بازیگر اهل ایتالیا است. وی از سال ۱۹۷۹ میلادی تاکنون مشغول فعالیت بوده‌است.
از فیلم‌ها یا مجموعه‌های تلویزیونی که وی در آن نقش داشته‌است، می‌توان به افسون، ثریا، جینجر و فرد، مظنون، من و پسرم – ماجراهای جدید برای کمیسر ویوالدی، سفارش‌ها و زیبایی زنان اشاره کرد.